# Nicocles politus
Nicocles politus är en tvåvingeart som först beskrevs av Thomas Say 1823.  Nicocles politus ingår i släktet Nicocles och familjen rovflugor. Inga underarter finns listade i Catalogue of Life.